# Meristogenys amoropalamus
Meristogenys amoropalamus é uma espécie de anfíbio da família Ranidae.
Pode ser encontrada nos seguintes países: Indonésia e Malásia.
Os seus habitats naturais são: regiões subtropicais ou tropicais húmidas de alta altitude e rios.
Está ameaçada por perda de habitat.